# Diospyros coccinea
Diospyros coccinea là một loài thực vật có hoa trong họ Thị. Loài này được Gürke ex De Wild. mô tả khoa học đầu tiên năm 1926.